# Toivo Hyytiäinen
Toivo Hyytiäinen   (Saarijärvi, 12 de novembre de 1925 - Saarijärvi, 21 d'octubre de 1978) fou un atleta finlandès, especialista en el llançament de javelina, que va competir durant les dècades de 1940 i 1950.
El 1952 va prendre part en els Jocs Olímpics d'Estiu de Hèlsinki, on guanyà la medalla de bronze en la prova del llançament de javelina del programa d'atletisme. Finalitzà rere els estatunidencs Cyrus Young i William Miller, i aquesta fou l'única medalla aconseguida per Finlàndia en les proves d'atletisme.
En el seu palmarès destaca una medalla d'or en la prova del llançament de javelina al Campionat d'Europa d'atletisme de 1950, i quatre campionats nacionals de javelina entre 1950 i 1954. Aquest darrer any millorà el rècord nacional finlandès de javelina amb un llançament de 78,98 metres.

## Millors marques
- Llançament de martell. 78,98 metres (1954)[5]